# Riad El Solh
Riad El Solh (en arabe : رياض الصلح), né en 1894 à Sidon et mort assassiné le 17 juillet 1951 à Amman en Jordanie dans des circonstances obscures, est un homme d'État libanais. Sa femme, Fayza Al-Jabiri, sœur de Saadallah al-Djabiri, est syrienne,.

## Biographie
Il est le premier président du Conseil des ministres libanais de 1943 à 1945, après l'indépendance de ce pays, puis de nouveau de 1946 à 1951. Il est également l'un des pères fondateurs du Liban.
« Riad al-Solh rejetait le confessionnalisme. Il l’affronta même en faisant tout pour favoriser le rapprochement et l’égalité entre les confessions et en gouvernant de façon consensuelle », écrit son biographe, le politologue Ahmad Baydoun.

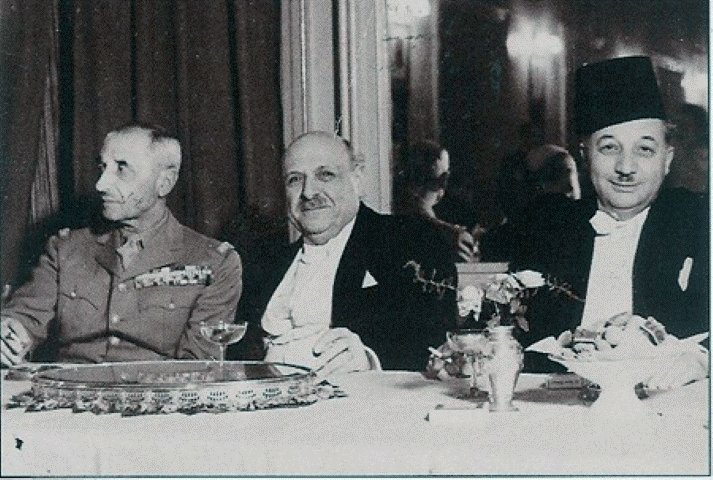
Riad El Solh, Béchara el-Khoury et Georges Catroux en 1943 lors de la reconnaissance de l'indépendance du Liban.

Riadh El Solh est assassiné en 1951 par les milices du Parti social nationaliste syrien (PSNS) à la suite de l'exécution du fondateur du PSNS Antoun Saadé par les autorités libanaises le 7 juillet 1949.

Statue de Riad El Solh à Beyrouth

Riad El Solh est le grand-père maternel du prince et milliardaire saoudien Al-Walid, et des princes Moulay Hicham, Moulay Ismail et Lalla Zineb, enfants du prince Moulay Abdellah et petits-enfants de Mohammed V, roi du Maroc.